# Contea di Hill (Montana)
La contea di Hill (in inglese Hill County) è una contea del Montana, negli Stati Uniti. Il suo capoluogo amministrativo è Havre.

## Geografia fisica
La contea si trova nel nord dello Stato, al confine con il Canada. La contea ha un'area di 7553 km² di cui lo 0,68% è coperto d'acqua.

### Contee e municipalità confinanti
- Contea di Cypress (Alberta, Canada) - nord
- Municipalità rurale di Reno n. 51 (Saskatchewan, Canada) - nord-est
- Contea di Blaine - est
- Contea di Chouteau - sud
- Contea di Liberty - ovest
- Contea di Forty Mile n. 8 (Alberta, Canada) - nord-ovest

## Storia
La contea di Hill venne creata nel 1912 dalla Contea di Chouteau. A sud-ovest di Havre si ebbe la prima colonizzazione non indigena dell'area nel 1875. Oggi si possono ancora trovare 15 delle originarie 104 strutture del forte. Il nome della contea deriva da James Jerome Hill (1838-1916), un grande imprenditore ferroviario canadese.

### Evoluzione demografica

Situazione demografica

## Comuni
- Agency - cdp
- Azure - cdp
- Beaver Creek - cdp
- Box Elder - cdp
- East End Colony - cdp
- Gildford - cdp
- Gildford Colony - cdp
- Havre (capoluogo) - city
- Havre North - cdp
- Herron - cdp
- Hilldale Colony - cdp
- Hingham - town
- Inverness - cdp
- Kremlin - cdp
- Laredo - cdp
- Parker School - cdp
- Rocky Boy West - cdp
- Rudyard - cdp
- Saddle Butte - cdp
- St. Pierre - cdp
- Sangrey - cdp
- St. Pierre - cdp
- West Havre - cdp

## Strade principali
- U.S. Route 2
- U.S. Route 87

## Musei
- Clack Memorial Museum, su havremt.com. URL consultato il 28 luglio 2011 (archiviato dall'url originale il 19 luglio 2011).
- Depot Museum, su visitmt.com. URL consultato il 29 maggio 2007 (archiviato dall'url originale il 2 luglio 2007).